# Fetlar

Fetlar är markerad med rött.

Fetlar är en av de norra öarna i ögruppen Shetlandsöarna i Skottland. Med sin areal av 120 km² är ön den fjärde största i ögruppen. Fetlar har en befolkning på 60 personer och huvudorten är Houbie på sydkusten.

## Historia
Ett besynnerligt fynd på Fetlar är den långa mur som löper tvärs över ön, känd som Funzie Girt eller Finnigirt Dyke. Den antas vara från jägarstenåldern. Så skarpt uppdelad var ön, att vikingarna talade om den östra och västra ön.

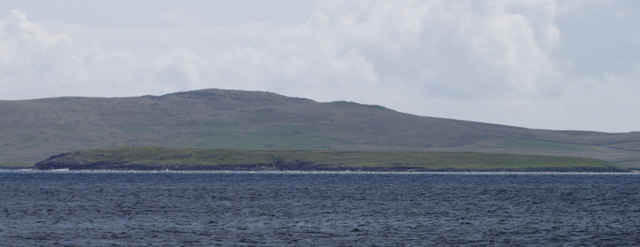
Urie Lingey with Fetlar in the background

En annan lämning på Fetlar är det gotiska Brough Lodge, uppfört av Arthur Nicolson omkring 1820, som restaureras av Brough Lodge Trust. Fetlars fårhundsuttagningar äger årligen rum, vanligen under juli månad. "The Fetlar Foy" är också en mycket uppskattad händelse under året av både shetländarna själva och turister. Den inträffar vid midsommar vid Tresta där folk blir underhållna med musik, mat och dryck.

### Fiske och skeppsvrak
Fetlar har en lång tradition av fiske. Ett udda resultat av detta är enligt Guinness rekordbok den äldsta funna flaskposten som påträffades här i augusti 2012 då man fann en flaska som släppts i havet juni 1914. Flaskan hittades av Andrew Leaper, skeppare på båten Copious. Flaskan och Leapers certifikat på världsrekordet har donerats till Fetlar Interpretative Centre.
Fetlar har även en internationell samling skeppsvrak från bland andra Danmark, Nederländerna, Tyskland, England och Sovjetunionen.

## Geografi och geologi
På Fetlar finns en ultrabasisk ofiolit peridotit och gabbro, som är geologiska rester från bottnen av Iapetus Ocean.

## Infrastruktur
Det finns färjeförbindelser från Hamars Ness på Fetlar till Gutcher på Yell och till Belmont, Shetlandsöarna på Unst.
Den här artikeln är helt eller delvis baserad på material från norska Wikipedia (bokmål/riksmål), Fetlar, 12 mars 2013.